# Bảo tàng Văn học Józef Czechowicz ở Lublin

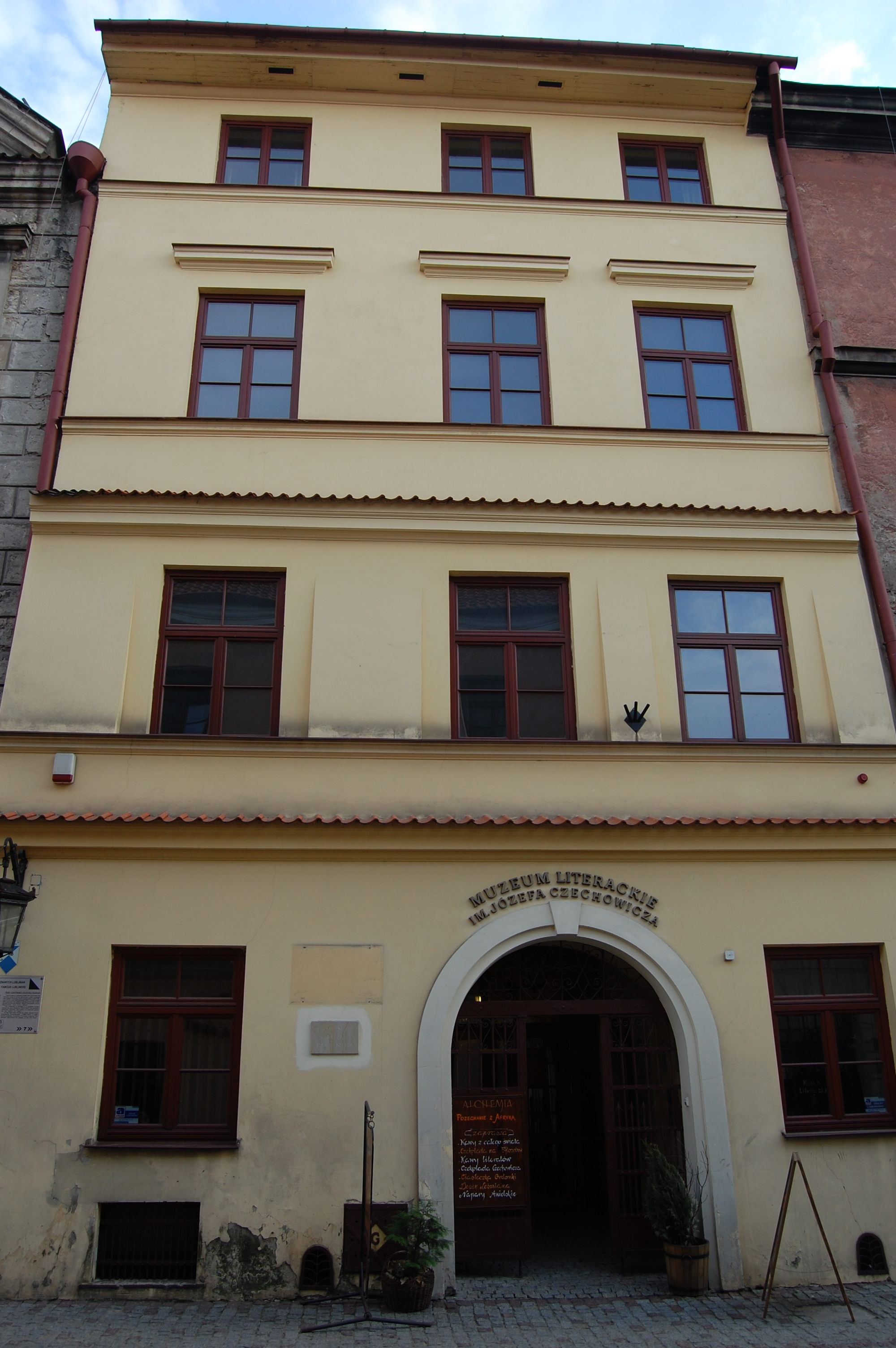
Bảo tàng Văn học Józef Czechowicz ở Lublin

Bảo tàng Văn học Józef Czechowicz ở Lublin (tiếng Ba Lan: Muzeum Literackie im. Józefa Czechowicza w Lublinie) là một bảo tàng nằm trong Khu Phố cổ ở Lublin, tọa lạc tại số 3 phố Złota, Lublin, Ba Lan. Bảo tàng là một chi nhánh của Bảo tàng Quốc gia ở Lublin.
Phương châm hoạt động của Bảo tàng Văn học Józef Czechowicz ở Lublin là thu thập và giới thiệu các hiện vật và kỷ vật có liên quan đến cuộc đời và sự nghiệp của nhà thơ Józef Czechowicz, và các nhà văn khác quê ở vùng Lublin.

## Lược sử hình thành
Bảo tàng Văn học Józef Czechowicz ở Lublin được khánh thành vào ngày 9 tháng 9 năm 1968, nhân kỷ niệm 29 năm ngày mất của Józef Czechowicz. Trong gần 30 năm đầu hoạt động, các bộ sưu tập của Bảo tàng được trưng bày trong một tòa nhà tu viện lịch sử ở số 10 phố Narutowicza. Năm 1999, các bộ sư tập của Bảo tàng tạm thời được chuyển đến Trang viên Wincenty Pol. Ngày 9 tháng 9 năm 2002, Bảo tàng mở cửa đón công chúng trở lại tại trụ sở mới là một ngôi nhà trong Khu Phố cổ, do gia đình Riabinin tặng cho thành phố.

## Triển lãm
Bảo tàng Văn học Józef Czechowicz ở Lublin hiện tổ chức các triển lãm thường trực sau:
- "Józef Czechowicz 1903-1939"
- "Lịch sử của ngôi nhà chung cư tại số 3 Phố Złota"